# ГЕС Чукас
ГЕС Чукас — гідроелектростанція у центральній частині Коста-Рики, за два з половиною десятки кілометрів на захід від столиці країни Сан-Хосе. Знаходячись між ГЕС Ла-Гаріта (вище по течії) та ГЕС Капулін – Сан-Пабло, входить до складу каскаду на річці Тарколес (Гранде-де-Тарколес), яка течі зі столичного району на захід та впадає до затоки Нікоя на тихоокеанському узбережжі країни.
Тарколес дренує західну частину міжгірської депресії, відомої як Центральні рівнини та обмеженої з півночі Кордильєрою-Сентраль, а з півдня Кордильєрою-де-Таламанка. Там, де Тарколес починає прориватися через Кордильєру-де-Таламанка до моря, звели греблю з ущільненого котком бетону висотою 54 метри та довжиною 230 метрів, яка потребувала 190 тис. м3 матеріалу та утримує водосховище з об'ємом 14,7 млн м3. На період будівництва воду відвели за допомогою тунелю довжиною 0,2 км з діаметром 9,8 метра та облицьованого залізобетоном каналу довжиною 0,5 км.
Від греблі до розташованого на лівому березі річки машинного залу прямує сталевий водовід довжиною 0,4 км з діаметром 6,5 метра. Основне обладнання станції становлять дві турбіни типу Френсіс потужністю по 25 МВт, які при напорі у 48,7 метра забезпечують виробництво 219 млн кВт-год електроенергії на рік.
Відпрацьована вода повертається до Тарколес.